# Замък Конуи
Замъкът Конуи (Конуи Касъл, на английски: Conwy Castle; на уелски: Castell Conwy) е средновековно укрепление в град Конуи на северния бряг на Уелс, изградено между 1283 и 1289 година от архитекта Джеймс от Сейнт Джордж по нареждане на Едуард I по време на завоевателските му походи в Уелс. Замъкът е построен като част от по-мащабния проект по укрепване на целия град Конуи със солидни крепостни стени и през следващите няколко столетия играе важна роля в няколко последователни войни. През зимата на 1294-95 година удържа на обсадата на Мадог ап Хлъуелин (Madog ap Llywelyn), през 1399 година служи за временно убежище на Ричард II, а през 1401 година за няколко месеца се държи от сили, верни на Оуайн Глиндур (Owain Glyndŵr).
Замъкът е изграден от местен и вносен камък върху естествен скален масив от сиви пясъчници и варовици на брега на река Конуи, осигуряващ добра видимост над околността. Крепостта е разделена на външен и вътрешен двор и отбранявана от четири високи кули, осем по-ниски и по-масивни кули и два барбакана. Задният вход на единия барбакан осигурява излаз на реката и доставки към укреплението по вода. В замъка се намират най-ранните оцелели до днес каменни машикули в Британия и някога портите са били защитени с герс.
След избухването на Английската гражданска война през 1642 година, замъкът е окупиран от сили, верни на Чарлз I, които го удържат до 1646 година, когато е отстъпен на армиите на Парламента. Като последица, замъкът е частично разрушен от Парламента, за да не послужи отново за укрепление от страна на бунтовници. Процедурата по разрушаването му завършва през 1665 година, когато и последните железни и оловни елементи са премахнати от крепостта и разпродадени.
В края на 18-и и началото на 19 век замъкът „Конуи“ става притегателен център за художници. С нарастването на броя на посетителите, започват и първите реставрационни дейности през втората половина на 19 век. Днес замъкът се стопанисва като туристически обект от „Каду“ – службата за съхранение на историческото наследство към Правителството на Уелс. ЮНЕСКО определя замъка Конуи като „един от най-изящните образци на европейската военна архитектура от края на 13-и и началото на 14 век“ и му дава статут на обект на световното културно наследство.

## Галерия
- План на крепостта
- Панорамна снимка на замъка отвътре
- Поглед към крепостта от изток, с източния барбакан, вътрешния двор и трите моста
- Гледка към вътрешността